# Дансько-в'єтнамські відносини
Дансько-в'єтнамські відносини стосуються зовнішніх відносин між Данією та В'єтнамом. Дипломатичні відносини встановлені 25 листопада 1971. 1 квітня 1994 року Данія створила посольство в Ханой, а з 12 серпня 2000 року В'єтнам мав посольство у Копенгагені.

## В'єтнамська міграція
Близько 8500 в'єтнамців проживають у Данії.
В'єтнамська війна сильно зазнала впливу.

## Угоди
У 2002 підписали угоду про захист навколишнього середовища.
У 2007 підписали рамкову угоду про загальну програму кредитування Данії для В'єтнаму.

## Двосторонні візити
Вересень 1999 р. Відвідав Данія прем'єр-міністр В'єтнаму Фан Ваан Хуан.
Червень 2002 року Нгуєн Дзи Ньен, міністр закордонних справ В'єтнаму, відвідав Данію.
Жовтень 2004 року Пер Стіг Моллер, міністр закордонних справ Данії, взяв участь у 5-му Азійсько-європейській нараді в Ханої.
У березні 2007 року міністр закордонних справ Данії Ulrik Federspiel відвідав В'єтнам.
Листопад 2009 року королева Маргрете II Данії відвідала В'єтнам.
Березень 2013 року, Віллі Сьондал.